# Jacques Kamb
Jacques Kambouchner, noto anche con lo pseudonimo di Jecques Kamb o Kamb (Parigi, 2 marzo 1933 – Parigi, 6 febbraio 2015), è stato un fumettista e sceneggiatore francese.
È morto a Parigi nel 20º arrondissement all'eta di 81 anni.

## Biografia

### Famiglia
Durante la Seconda guerra mondiale, Kamb si nascose nel dipartimento Tarn, mentre la sua famiglia, di fede ebraica, fu deportata ad Auschwitz. Suo padre morì nel campo di concentramento. Kamb era lo zio del filosofo Denis Kambouchner.

### Carriera
Come illustratore collaboro con L'Humanité , La Vie Ouvrière, France Nouvelle, La Vie du Rail. Pubblico le sue opere anche sui periodici Editions Vaillant, Pif Gadget, 34 Caméra, Record e Pilote.
La collaborazione con Pif Gadget, la rivista giovanile del Partito Comunista Francese, gli procuro molta pubblicità, fu conosciuto e apprezzato per la sua attività.
Nel 1963, in qualità di sceneggiatore, insieme al disegnatore Yves Roy, crearono il personaggio il cowboy Teddy Ted, Dopo tre episodi, subentrarono alla realizzazione Roger Lécureux per la sceneggiatura e Gérald Forton per il disegno. Fu pubblicato per la prima volta nel n° 935 del 14 aprile 1963 nel periodico Vaillant.
Dal 1965 al 1969, su sceneggiatura di Jean Sanitas, disegno la serie di fumetti futuristici Zor e Mlouf contro 333, pubblicati nel periodico Vaillant.
Nel 1969, creo un nuova tavola, il cavernicolo Pépépok accompagnato dall'uccello Couik (un uccello preistorico). Queste tavole furono pubblicate per la prima volta nel il primo numero di Pif Gadget.
Nel 1987, ideo e realizzo un nuovo fumetto Zup e il suo videozip. Venne pubblicoto nel numero di Pif n° 929 del 13 gennaio 1987.
Dal 2004 al 2008 continuò a collaborare attivamente con il nuovo periodico Pif Gadget rinnovato nella grafica e nei contenuti.
Diverse monografie sull'autore e sul fumetto furono pubblicate dal kamb-ologo Frédéric Maye.
Numerose interviste e filmati su Jacques Kamb sono stati prodotti da Jean-Luc Muller.
Kamb è morto a Parigi all'età di 81 anni.

## Biografia
- Lambiek Comiclopedia[15]
- Jacques Kanb[16]
- BD Gest[17]
- Cartoon di Jacques Kamb 1962[18]

## Libri
- Zor e Mulouf- contre 333 album n.1[19]
- Zor e Mulouf- contre 333 album n.2[20]
- Zor e Mulouf- contre 333 album n.3[21]
- Zor e Mulouf- contre 333 album n.4[22]
- Le petit clown à l'Eetoile[23]
- Le Jeu de Chekemate[24]
- Rémi et le fantôme[25]
- La clef d'or d'inator[26]